# 天下布舞!岐阜姫軍団
天下布舞!岐阜姫軍団（てんかふぶ ぎふひめぐんだん）は、愛知県名古屋市を中心に活動する女性アイドルグループである。結成当初は岐阜のご当地アイドルとして岐阜県岐阜市を活動拠点としていた。2015年9月からはユニット名を「gifuhime JAM（ぎふひめ・じゃむ）」と変更し2018年5月までライブアイドルとして活動した。

## 概要

### コンセプト
- 2012年-2014年

「岐阜を日本一おもしろきところに！そして日本国中を元気に！」と織田信長より命を承け戦国時代から現世舞い降りた姫君たちが、信長が「天下布武」を掲げ日本統一の拠点とした岐阜を、戦国時代当時のような日本一の賑わいにすると共に全国区を目指して、結成され活動を行っている。
- 2014年-2015年7月

「岐阜」をPRするためロコドル路線から、3年間の活動をベースにメンバーの個性を生かした「アダルトなアイドル」を志向した活動にシフトしている。

### 経歴
2010年9月、「（仮称）岐阜姫軍団」として活動開始。岐阜県内外のイベントでのライブを主な活動としていたが、2011年秋から2012年春にかけてCDデビューを見据えて選抜総選挙を実施した。
2012年5月25日にデビューCDをリリースし、選抜総選挙の上位メンバーを中心に「天下布舞!岐阜姫軍団」にユニット名を改称して本格的な活動を開始した。プロデューサーは岐阜を中心に活動するミュージシャン小川健英を招聘した。
2015年に入りメンバーの脱退が相次ぎ、2015年8月31日をもって活動停止。
翌日2015年9月1日より、残留したメンバー3人（三輪・亜悠美・佐藤）により「gifuhime JAM（ぎふひめ・じゃむ）」を立ち上げ、コンセプトも新たにして再始動した。なお、2018年5月25日をもって「gifuhime JAM」も解散し同日をもって3人の芸能活動も終了しているが、岐阜姫軍団時代の元メンバーの一部は現在もタレントして活動を続けている者もいる。

### 活動形態
常設の活動拠点を持たず、イベント会場やライブハウスでのライブ出演を主な活動とするが、2014年2月から同年12月までコロナワールドの支援を受け大垣市の大垣コロナシネマワールドで月1回の定期公演を行っていた。
メンバーは会社員や学生の傍らユニットに参加しているため、全員がそろわないこともある。
衣装は浴衣風コスチュームを基本としていたが、有料ライブ等ではオリジナルTシャツにシンボルカラーのフリルスカートやパンツで登場する場合もあり、その際は「GHG6」と名乗って出演する。

## メンバー

### gifuhime JAMの活動まで残留したメンバー
| 氏名 （よみがな）           | 愛称             | 誕生日         | 色種 | シンボル カラー | 期  | 活動期間    | 備考                                                                                        |
| --------------------------- | ---------------- | -------------- | ---- | --------------- | --- | ----------- | ------------------------------------------------------------------------------------------- |
| 三輪 純子 （みわ じゅんこ） | 純ちゃん・純ねぇ | 2月13日        |      | 青              | 1期 | 2012年5月 - | リーダー兼マネージャー ユニットに参加する前は、タレント・レースクイーン・モデルとして活動。 |
| 亜悠美 （あゆみ）           | あゆゆ・ボンバー | 1988年12月24日 |      | 緑              | 1期 | 2012年5月 - | 本名：田代亜悠美                                                                            |
| 佐藤 瑞綺 （さとう みずき） | みーちゃん       | 1月27日        |      | 黄色            | 2期 | 2012年8月 - | 唯一の2期メンバー                                                                           |

※「（仮称）岐阜姫軍団」時代はメンバーの出入りが多かったため、2012年5月のデビューCDに参加したメンバーを便宜上1期メンバーとしている。

### 過去（gifuhime JAM移行前）に在籍したメンバー
| 氏名        | 愛称     | 色種 | シンボル カラー | 期  | 活動期間              | 備考 |
| ----------- | -------- | ---- | --------------- | --- | --------------------- | --- |
| 石井 麻美   |          |      | -               | 1期 |                       | デビューCDのリリースのみ参加 |
| 山内 公絵   |          |      | -               | 1期 | 2012年5月 - 2012年8月 | ユニットに参加する前よりタレント・グラビアモデルとして活動 ソロのタレント活動と並行して「岐阜姫軍団」の活動に参加。 脱退後は「ココ☆カラ」「SUPRISE♡」を経て、 2018年現在は「きみゆん」のメンバーとして活動。 |
| 大橋 萌子   | もえぴぃ |      | -               | 1期 | 2012年5月 - 2013年5月 | |
| 春日井 真央 | まおまお |      | -               | 1期 | 2012年5月 - 2013年6月 | |
| 小島 衿奈   |          |      | -               | 3期 | 2013年6月 - 2013年8月 | |
| 中村 結有   | ゆうゆ   |      | ピンク          | 1期 | 2012年5月 - 2014年8月 | |
| 安田 絵理   | えりりん |      | 紫              | 1期 | 2012年5月 - 2015年7月 | 現在は事務所を移籍し、タレント・イベントコンパニオンとして活動している。 |
| 赤堀 綸南   | りーにゃ |      | オレンジ        | 1期 | 2012年5月 - 2015年7月 | |
| 橋本 美憂   | みゆみゆ |      | 赤              | 3期 | 2013年6月 - 2015年8月 | 2015年12月-2016年1月まで期間限定でフリータレントとして活動。 |

## 作品

### シングル
- 「Romantic姫☆Magic」（2012年5月25日発売、C/W：「天下真ん中 岐阜姫音頭」）鈴木新（元黒夢・臣）プロデュース。
- 「虹色のシャナナ」（2012年12月30日発売、C/W：「STEP BY STEP ～明日の君へ～」）
- 「乙女のイ・ク・サ・バ」（2013年7月31日発売、C/W：「キミとボクのうた」）

## 参加作品

### アルバム
- 『次世代アイドル革命!! BlueLips』（2012年9月25日発売、発売元：テイチクエンタテインメント）収録楽曲「月下美人」

## 出演

### テレビ
- 『きらきらアフロ』（2013年6月8日・6月15日、テレビ大阪・テレビ東京系列）- ご当地アイドルスペシャル
- 『COUNT DOWN TV』（2013年8月20日、毎日放送）- SPECIAL1 全国ご当地アイドル特集
- 『全国あまちゃんマップ あなたの街おこしキャンペーン』（2013年10月26日、NHK総合）- 岐阜県御嵩町・華寿司
- 『村上マヨネーズのツッコませて頂きます!』（2014年1月27日、関西テレビ）- 2014年発掘!!ブレイク間違いなしの地方アイドル!!
- 『ニッポン元気計画! 眠れるスター目覚ましバラエティ“ハックツベリー”』（2014年4月19日、テレビ大阪）
- 『恋する地元キャンペーン』（2014年4月26日・2014年11月2日、NHK総合）

### ラジオ
- 『美勇士くんSTATION』（2014年6月 - 2015年7月・2015年9月 - 2018年3月、FM愛知）[11][注 4]。

### 映画
- 『マイ・ツイート・メモリー』（2013年）- 松本卓也監督・シネマ健康会制作のショートムービー。安田が主演、亜悠美・中村らメンバーも出演。2013年きりゅう映画祭入賞など全国の映画祭に出品[14]。

### ネット配信
- 『天下布舞 岐阜姫軍団～ぎふひめラビリンス～』（2013年10月 - 2014年6月、SHOWROOM（ショールーム））[15]

### キャンペーンほか
- オッズパークグランプ2013（笠松競馬場、2013年2月28日開催）キャンペーンガール[1]
- 全国「あまちゃん」マップ！あなたの町おこしキャンペーン（2013年、NHK）- 岐阜県代表サポーター[16][17]
- 恋する地元キャンペーン（2014年、NHK）-「恋ジモサポーター」岐阜県代表[18]
- アパートニュースご当地アイドル総選挙　岐阜エリア代表 第6位[19]
- ローソン「ジモドルフェスタキャンペーン」岐阜県代表[20]